# Lịch sử Lưỡng Hà

Bản đồ cho thấy phạm vi của Lưỡng Hà

Lịch sử của Lưỡng Hà (Mesopotamia) trải dài từ khi bắt đầu có người định cư trong thời kỳ Hạ Sumaya cho đến thời cổ đại hậu kỳ. Quá trình lịch sử này được ghép nối từ các bằng chứng qua các cuộc khai quật khảo cổ và số lượng các nguồn ghi chép tăng dần theo thời gian, sau sự ra đời của chữ viết vào cuối thiên niên kỷ thứ 4 TCN. Trong khi ở thời kỳ đồ đá cũ và đầu thời kỳ đồ đá mới, chỉ có một phần của Lưỡng Hà Thượng có người ở, thì đến cuối thời kì đồ đá mới ở đã có các điểm định cư ở phía Nam. Lưỡng Hà là nơi ra đời của nhiều nền văn minh lớn cổ xưa nhất, xuất hiện trong lịch sử từ thời kỳ đồ đồng sớm, vì vậy nó thường được mệnh danh là cái nôi của nền văn hoá văn minh.

## Khái quát
Lưỡng Hà (Mesopotamia) có nghĩa đen là "giữa hai dòng sông" trong tiếng Hy Lạp cổ đại. Cái tên Mesopotamia được nhắc đến sớm nhất từ thế kỷ thứ 4 TCN, dùng để chỉ vùng đất phía đông sông Euphrates ở phía bắc Syria. Sau đó, nó được áp dụng chung cho tất cả các vùng đất nằm giữa sông Euphrates và sông Tigris, bao gồm không chỉ một số phần của Syria mà còn gần như toàn bộ Iraq và đông nam Thổ Nhĩ Kỳ. Các thảo nguyên lân cận ở phía tây của Euphrates và phần phía tây của dãy núi Zagros cũng thường được bao gồm trong nghĩa rộng của Mesopotamia. Có sự phân biệt giữa Thượng/Bắc Lưỡng Hà và Hạ/Nam Lưỡng Hà.
Lưỡng Hà Thượng, còn được gọi là Jezirah, là khu vực nằm giữa sông Euphrates và Tigris tính từ đầu nguồn cho tới Baghdad. Lưỡng Hà Hạ là khu vực từ Baghdad đến Vịnh Ba Tư. Trong cách sử dụng hiện đại, thuật ngữ Lưỡng Hà/Mesopotamia bao gồm cả khía cạnh thời kỳ lịch sử. Nó thường được sử dụng để chỉ khu vực này cho đến khi các cuộc chinh phục Hồi giáo của người Ả Rập vào thế kỷ thứ 7 CN, từ đó tên để chỉ khu vực được thay bằng các tên tiếng Ả Rập như Syria, Jezirah và Iraq. Cũng có tranh cãi cho rằng những uyển ngữ này là những cái tên mang tính Âu châu trung tâm chủ nghĩa được gán cho khu vực ở thời kỳ phương Tây xâm lấn thế kỷ 19.

### Niên đại và xác định thời kỳ

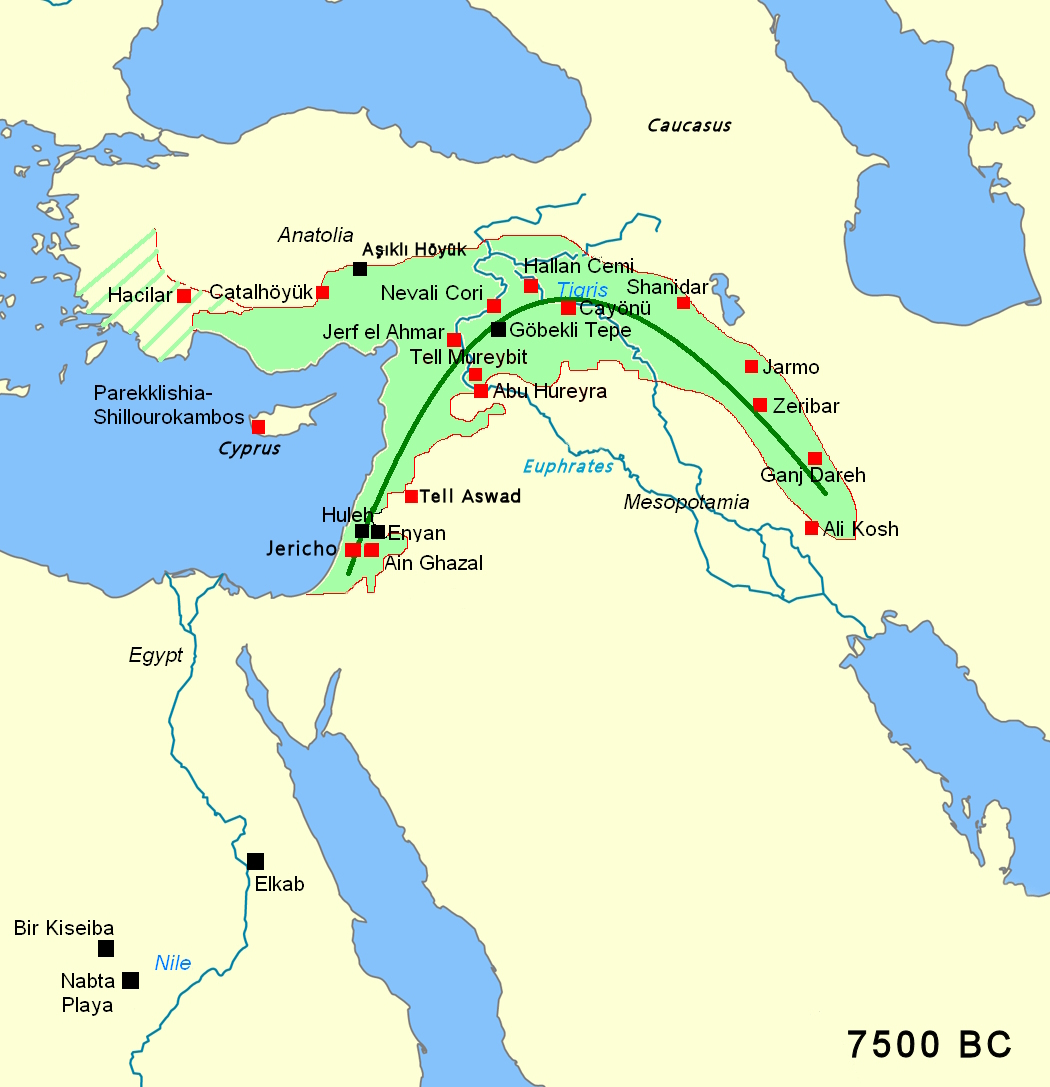
Khu vực Lưỡi liềm Màu mỡ, vào khoảng năm 7500 TCN, với các địa điểm khảo cổ chính của thời kỳ đồ đá-Tiền đồ gốm. Vào thời điểm đó, khu vực Lưỡng Hà vẫn chưa có con người định cư.

Có hai loại niên đại được áp dụng: niên đại tương đối và niên đại tuyệt đối. Niên đại tương đối thiết lập thứ tự của các giai đoạn, thời kỳ, nền văn hóa và triều đại, trong khi niên đại tuyệt đối thiết lập tuổi tuyệt đối của chúng được biểu thị bằng năm. Trong khảo cổ học, các niên đại tương đối được thiết lập bằng cách khai quật cẩn thận các địa điểm khảo cổ và tái cấu trúc địa tầng của chúng. Các niên đại tuyệt đối được thiết lập bằng cách xác định niên đại hoặc các lớp mà chúng được tìm thấy, thông qua các phương pháp xác định niên đại tuyệt đối, bao gồm niên đại carbon phóng xạ và các ghi chép bằng văn bản có thể cung cấp niên hiệu hoặc thời gian theo lịch.
Bằng cách kết hợp các phương pháp xác định niên đại tuyệt đối và tương đối, một khung thời gian đã được xây dựng cho Lưỡng Hà, tuy vẫn bao gồm nhiều sự kiện không chắc chắn nhưng đang tiếp tục được cải tiến. Trong khuôn khổ này, nhiều giai đoạn tiền sử và lịch sử sơ kì đã được xác định dựa trên cơ sở văn hóa vật chất được cho là đại diện cho từng thời kỳ. Các giai đoạn này thường được đặt tên theo khu vực mà tại đó các di chỉ được phát hiện và xác nhận đầu tiên, ví dụ như trường hợp của các giai đoạn Halaf, Ubaid và Jemdet Nasr. Khi các tài liệu lịch sử xuất hiện nhiều hơn, các thời kỳ có xu hướng được đặt tên theo triều đại hoặc nhà nước thống trị; ví dụ như thời kỳ Ur III và Cổ Babylon. Trong khi triều đại của các vị vua có thể được xác định tương đối chính xác trong thiên niên kỷ thứ 1 TCN, có một biên độ sai lệch tăng dần đối với thiên niên kỷ thứ 2 và thứ 3 TCN.
Dựa trên các ước tính khác nhau về độ dài của các giai đoạn, với rất ít tài liệu lịch sử tìm được, các học giả khác nhau đã đề xuất các cách tính niên đại khác nhau như Niên đại Dài, Trung, Ngắn và Rất Ngắn, nhiều khi sai lệch tới 150 năm trong cách tính niên đại cho mỗi giai đoạn cụ thể. Cách tính Niên đại trung tuy có nhiều vấn đề nhưng vẫn tiếp tục được sử dụng phổ biến trong các cuốn sách giáo khoa gần đây về khảo cổ học và lịch sử của Cận Đông cổ đại. Một nghiên cứu từ năm 2001 đã đề xuất niên đại phóng xạ carbon có độ phân giải cao từ Thổ Nhĩ Kỳ cho thiên niên kỷ thứ 2 TCN rất gần với thời gian đề xuất trong Niên đại Trung.

## Thời tiền sử

### Thời đồ đá mới tiền đồ gốm

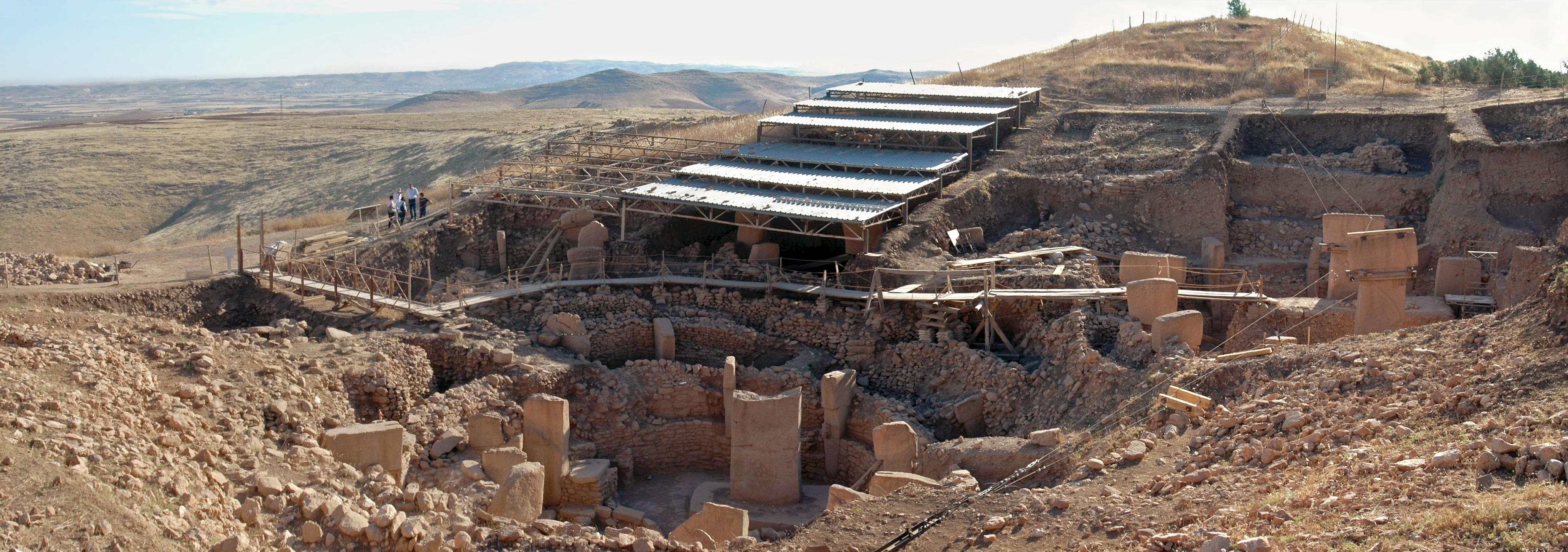
Toàn cảnh di chỉ Gotbekli Tepe với mái che hiện đại để bảo vệ di tích trước thời tiết

Sự định cư của con người tại Lưỡng Hà vào thời kỳ đồ đá mới giống như thời kỳ đồ đá cũ trước đây, bị giới hạn ở các khu vực chân đồi của dãy núi Taurus và Zagros và các thung lũng thượng lưu sông Tigris và Euphrates. Thời kỳ tiền đồ gốm A (PPNA) (10.000 - 8,700 TCN) chứng kiến sự ra đời của nông nghiệp, trong khi bằng chứng lâu đời nhất về thuần hóa động vật bắt đầu từ quá trình chuyển đổi từ PPNA sang thời kỳ tiền đồ gốm B (PPNB, 8700 - 6800 TCN) vào cuối thiên niên kỷ thứ 9 TCN. Quá trình chuyển đổi này đã được ghi nhận tại các địa điểm như Abu Hureyra và Mureybet, nơi tiếp tục được định cư từ thời Natufia sang đến thời PPNB. Theo các nhà khai quật, các tác phẩm điêu khắc hoành tráng và các kiến trúc vòng tròn bằng đá tại Gotbekli Tepe ở phía đông nam Thổ Nhĩ Kỳ có từ thời PPNA/PPNB sớm và đại diện cho nỗ lực chung của một cộng đồng lớn của những người săn bắn hái lượm. 

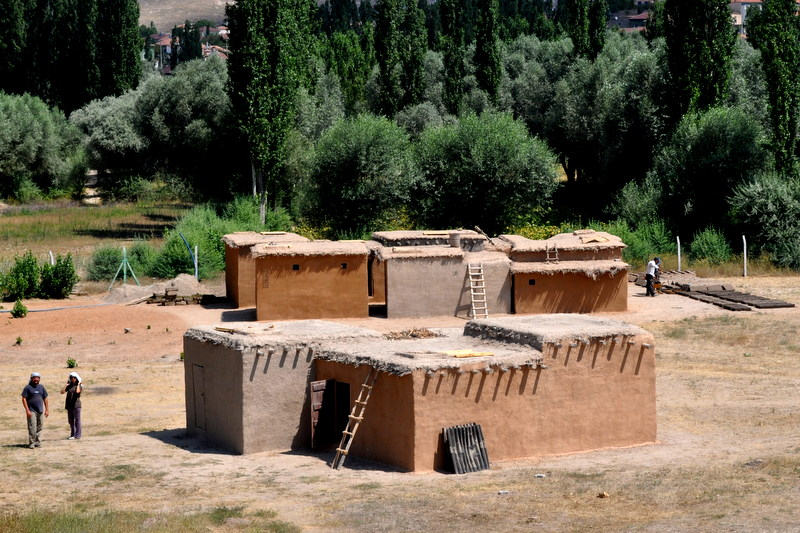
Phục dựng nhà ở tại Aşıklı Höyük, Thượng Lưỡng Hà, Thổ Nhĩ Kỳ hiện đại.
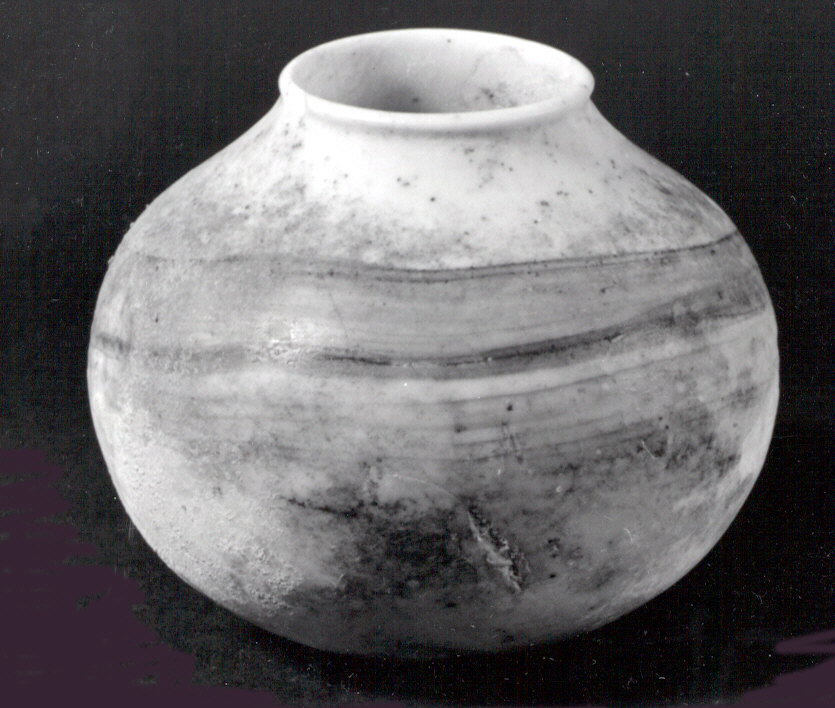
Bình thạch cao, Syria, cuối thiên niên kỷ 8 TCN.
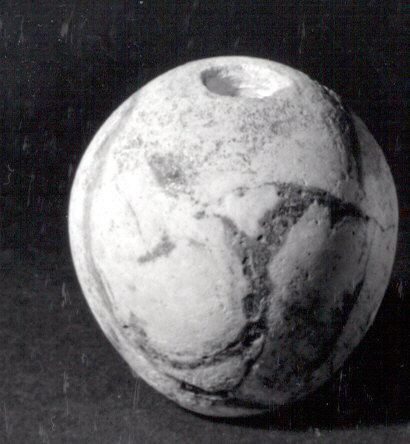
Đầu gắn trượng, cuối thiên niên kỷ 8 TCN.
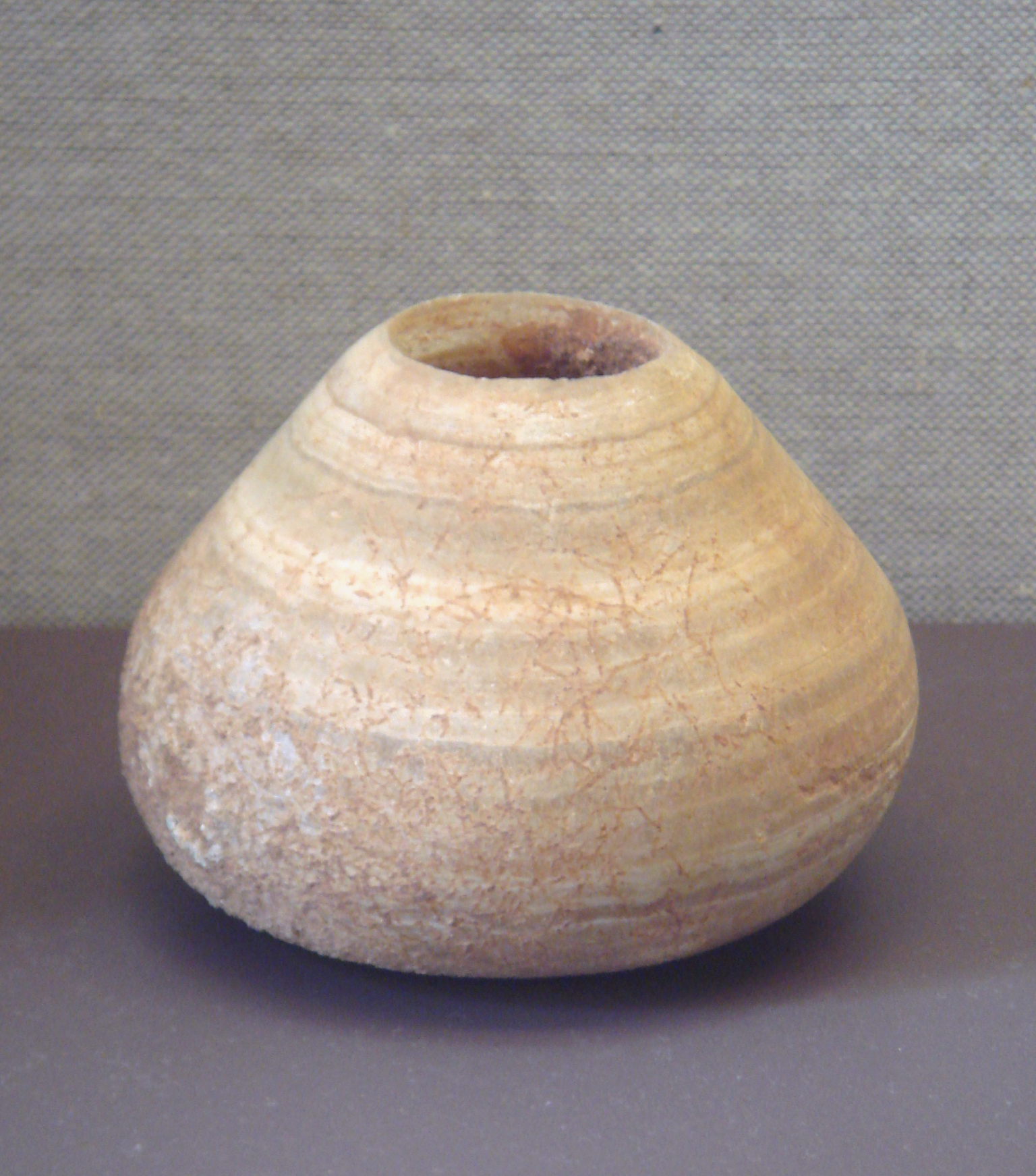
Nồi thạch cao vùng Trung Euphrates, 6500 TCN, Bảo tàng Louvre
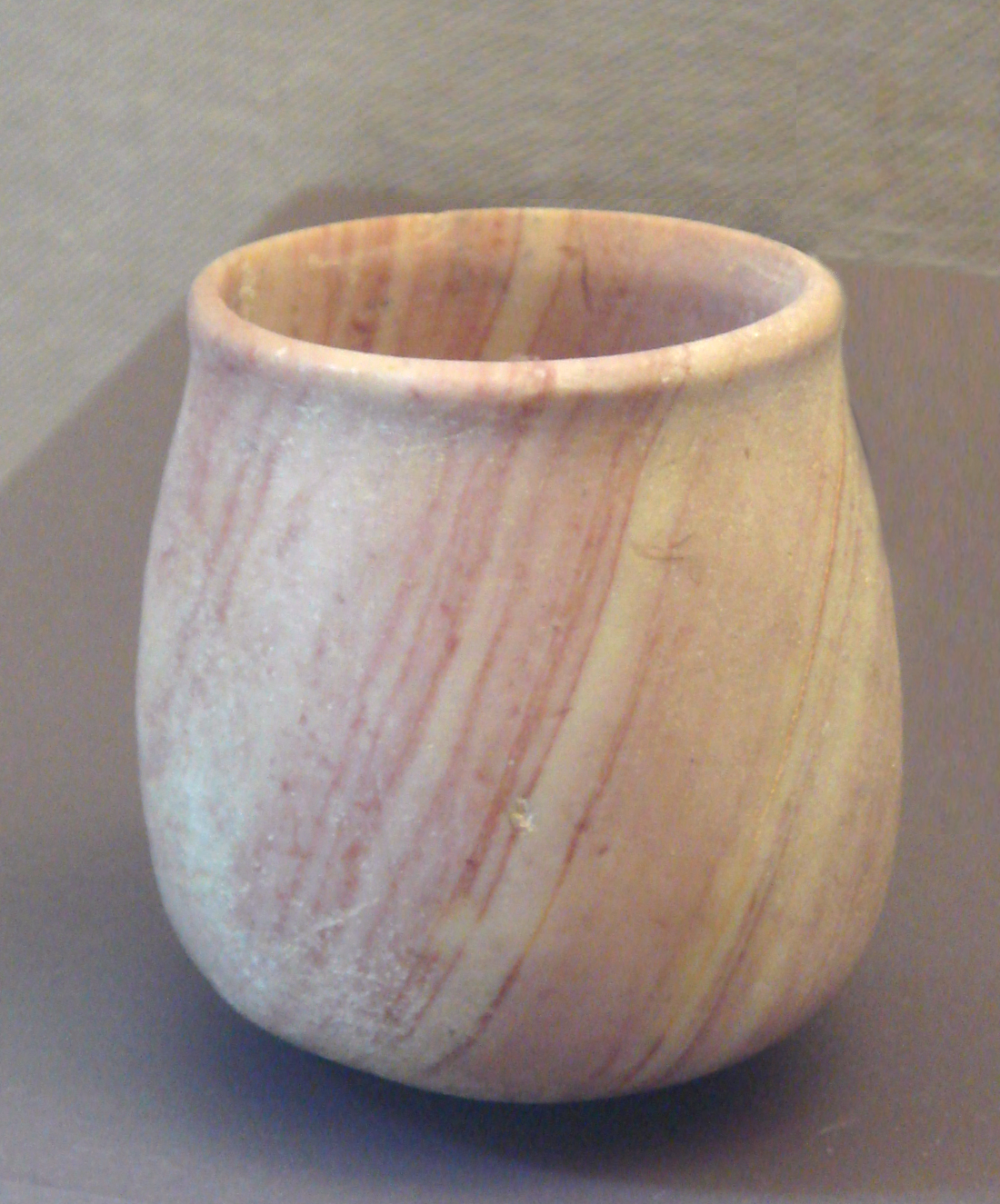
Nồi thạch cao, vùng Trung Euphrates, 6500 TCN, Bảo tàng Louvre
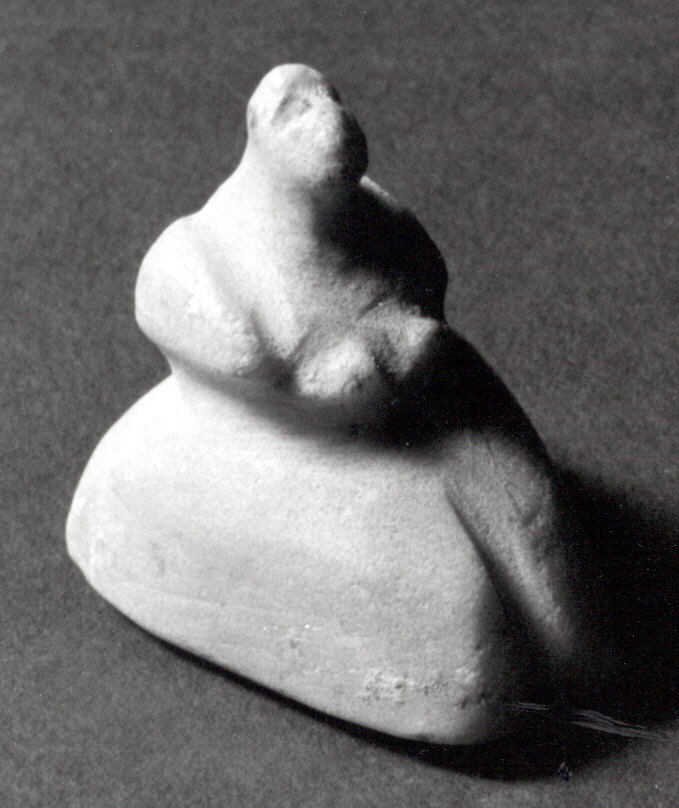
Tượng nữ, thiên niên kỷ 8 TCN, Syria.

### Thời đồ đồng đá

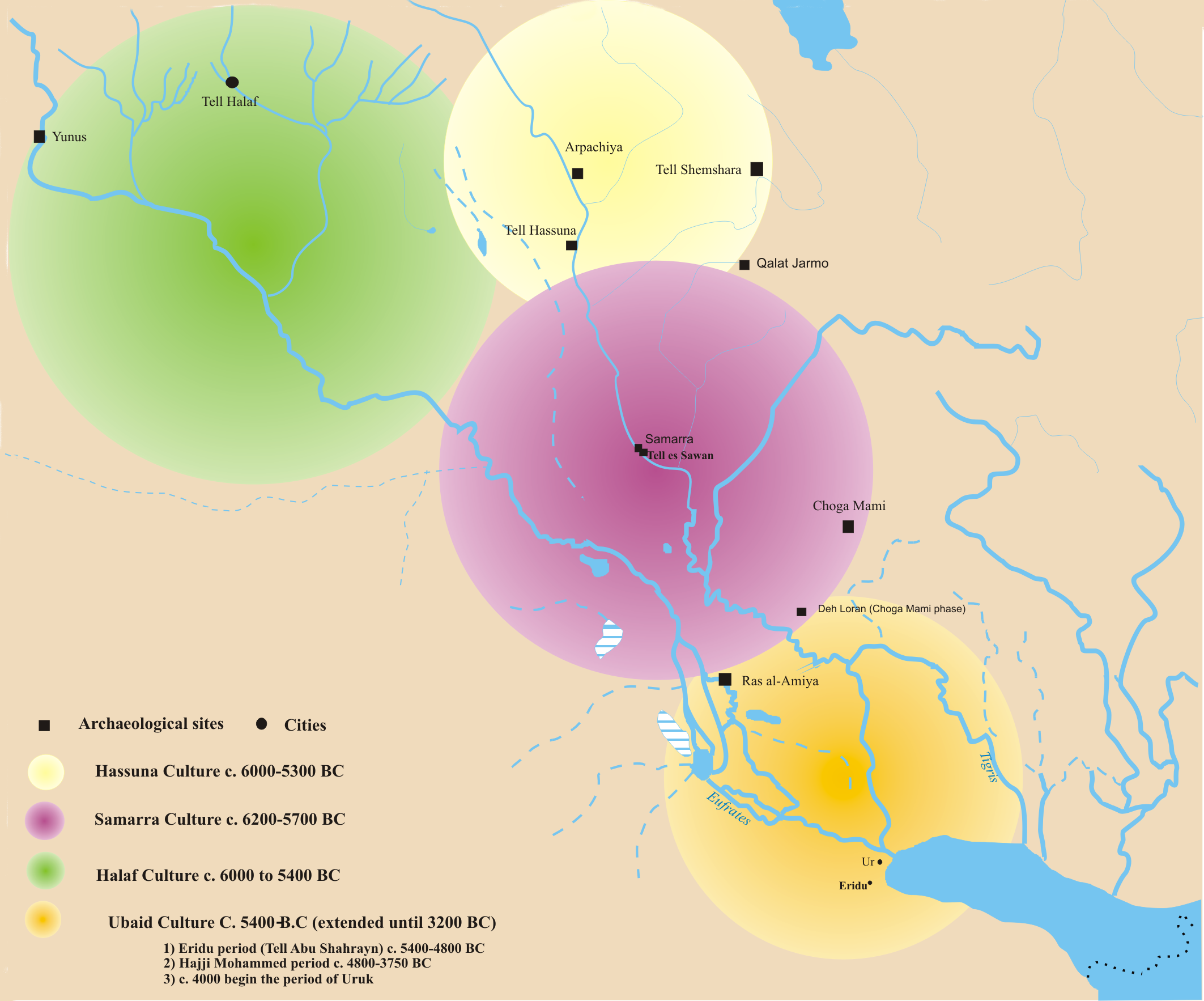
Sự phát triển của Lưỡng Hà vào thiên niên kỷ thứ 7 đến thứ 5 TCN có các trung tâm là văn hóa Hassuna ở phía bắc, văn hóa Halaf ở phía tây bắc, văn hóa Samarra ở trung Lưỡng Hà và văn hóa Ubaid ở phía đông nam, sau đó mở rộng ra toàn bộ khu vực.

Vùng Lưỡi liềm Màu mỡ được định cư bởi một số nền văn hóa khác nhau, phát triển hưng thịnh từ cuối kỷ băng hà cuối cùng (k. 10.000 TCN) cho đến đầu thời kì lịch sử. Một trong những địa điểm thời đồ đá mới lâu đời nhất được biết đến ở Lưỡng Hà là Jarmo, thành lập vào khoảng năm 7000 TCN và cùng thời với Jericho (ở Levant) và Çirth Hüyük (ở Anatolia). Nó cũng như các địa điểm thời sơ kỳ đồ đá mới khác, như Samarra và Tell Halaf nằm ở phía bắc Lưỡng Hà. Các khu dân cư sau này ở miền nam Lưỡng Hà đặc trưng bởi các phương pháp tưới tiêu phức tạp. Địa điểm đầu tiên trong số này là Eridu, được thành lập trong thời văn hóa Ubaid bởi những người nông dân mang theo văn hóa Samarra từ phía bắc.

#### Văn hóa Halaf (Tây Bắc Lưỡng Hà)
Văn hóa Halaf đặc trưng với đồ gốm được trang trí với các hoa văn trừu tượng và các bức tượng đất sét có ý nghĩa phồn thực được vẽ tay. Đất sét là vật liệu chính; thường được nặn tạo hình và sơn hình trang trí màu đen. Các nồi, bình và bá chế tác thủ công và nhuộm cẩn thận đã được đem ra trao đổi. Thuốc nhuộm là đất sét có chứa sắt oxit được pha loãng ở các mức độ khác nhau hoặc trộn thêm với nhiều loại khoáng chất để tạo ra các màu sắc khác nhau.

### Văn hóa Hassuna (Bắc Lưỡng Hà)
Văn hóa Hassuna là một văn hóa thời đồ đá mới ở phía bắc Lưỡng Hà có từ đầu thiên niên kỷ thứ sáu TCN. Nó được đặt tên theo khu vực khảo cổ Tell Hassuna ở Iraq. Một số di chỉ khác cũng tìm được tư liệu văn hóa Hassuna, bao gồm Tell Shemshara.

### Văn hóa Samarra (Trung Lưỡng Hà)

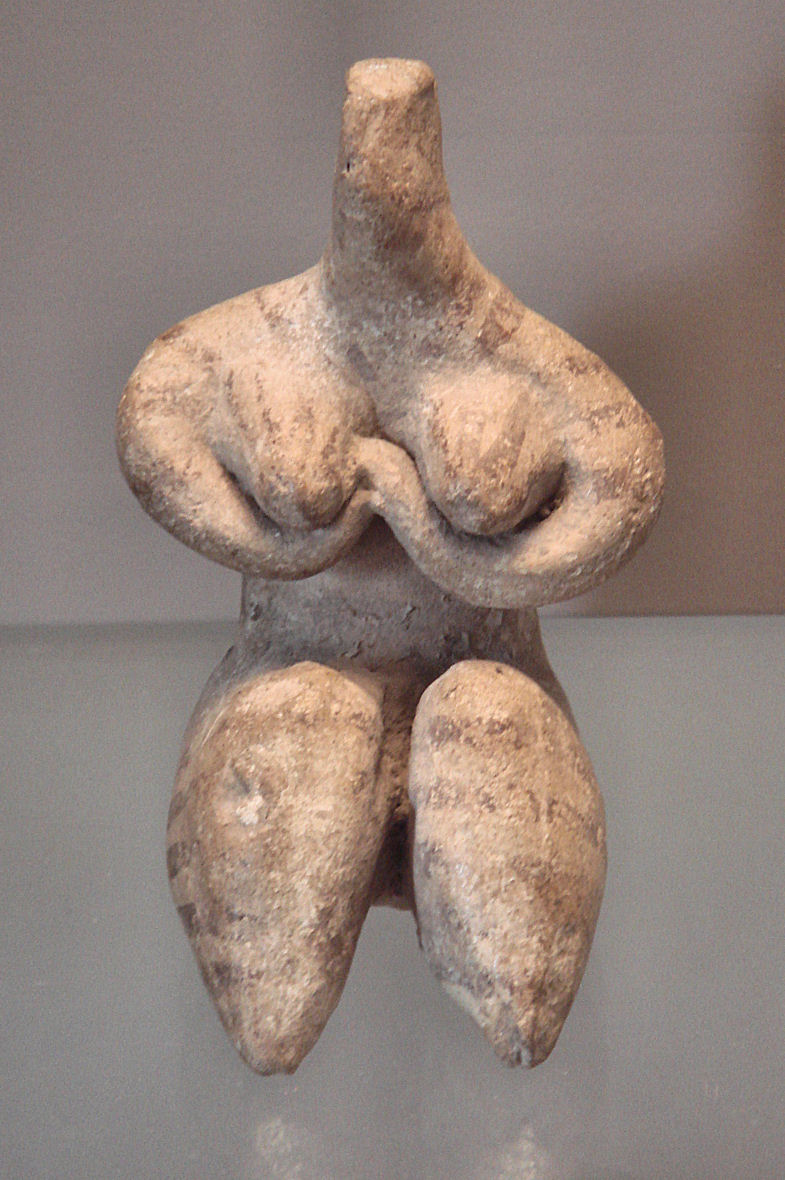
Tượng nữ, văn hóa Samarra, 6000 TCN

Văn hóa Samarra là một nền văn hóa thời đồ đồng đá ở phía bắc Lưỡng Hà có niên đại khoảng 5500-4800 TCN, trùng lặp một phần với Hassuna và đầu Ubaid.

### Văn hóa Ubaid (Nam Lưỡng Hà)
Thời kỳ Ubaid (k. 6500–3800 TCN) là một thời kỳ tiền sử của Lưỡng Hà, lấy tên từ di chỉ Tell al-'Ubaid ở Nam Lưỡng Hà, nơi tìm thấy những dấu tích sớm nhất của thời kỳ Ubaid qua các cuộc khai khuật của Henry Hall và sau này là Leonard Woolley.
Ở Nam Lưỡng Hà, thời kỳ này là thời kỳ sớm nhất được biết đến trên đồng bằng phù sa, mặc dù có khả năng các thời kỳ trước đó bị che lấp dưới lớp phù sa. Nó kéo dài rất lâu, từ khoảng 6500 đến 3800 TCN, được tiếp nối bởi thời kỳ Uruk.

#### Văn hóa Ubaid mở rộng lên phía Bắc
Ở Bắc Lưỡng Hà, thời kỳ Ubaid chỉ diễn ra trong khoảng từ 5300 đến 4300 TCN. Nó diễn ra sau thời kỳ Halaf và thời kỳ chuyển tiếp Halaf-Ubaid và được tiếp nối bởi thời kỳ Đồ Đồng đá muộn. Thời kỳ mới được đặt tên là Bắc Ubaid để phân biệt với Ubaid ở miền nam Lưỡng Hà. Có hai ý kiến giải thích cho sự chuyển tiếp văn hóa. Thứ nhất là có thể có một cuộc xâm lược và người Halaf bị thay thế bởi người Ubaid, tuy nhiên, ý kiến này bị bác bỏ do không có sự gián đoạn giữa văn hóa Halaf và bắc Ubaid. Lý thuyết hợp lý hơn là người Halaf đã tiếp nhận văn hóa Ubaid.

#### Thời kỳ Uruk
Tiếp theo là thời kỳ Uruk. Được đặt theo tên thành phố Uruk của Sumer, thời kỳ này chứng kiến sự xuất hiện của thành thị ở Lưỡng Hà. Nó được tiếp nối bởi nền văn minh Sumer. Thời kỳ Uruk muộn (thế kỷ 34 đến 32) chứng kiến sự xuất hiện dần dần của chữ viết hình nêm và tương ứng với thời đồ đồng sơ kì; nó cũng có thể được gọi là "thời kỳ Tiền-Văn tự".

## Thiên niên kỷ thứ ba TCN

### Thời kỳ Jemdet Nasr

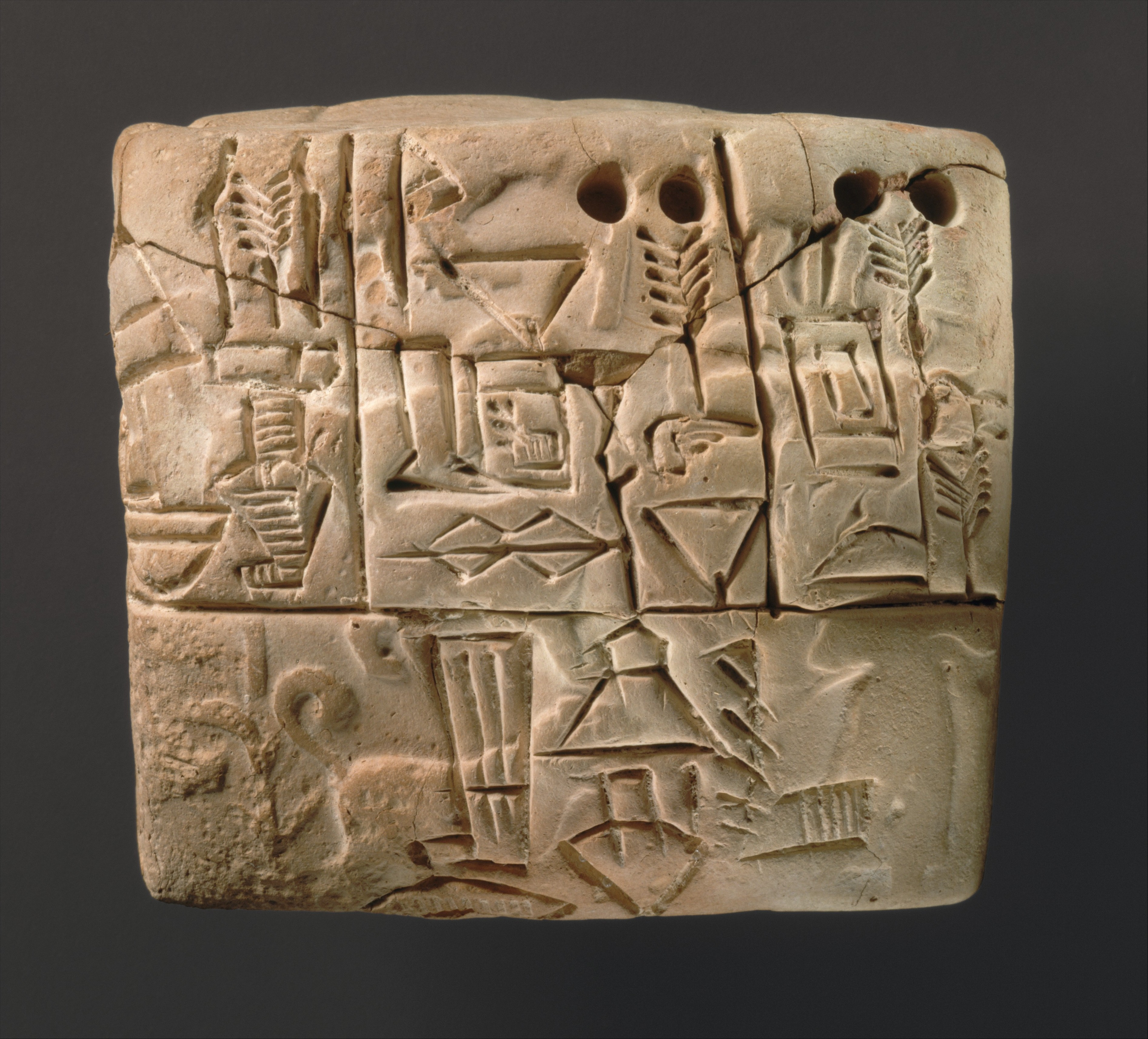
Bảng quản lí hành chính ở dạng Tiền-chữ hình nêm, thời kì Jemdet Nasr 3100-2900 TCN, có thể từ thành phố Uruk.

Thời kỳ Jemdet Nasr, được đặt tên theo di chỉ Jemdet Nasr, thường được xác định niên đại từ 3100-2900 TCN. Nó được phân biệt trên cơ sở đồ gốm đơn sắc và đa sắc, trang trí với hình vẽ và biểu tượng tượng hình. Hệ thống chữ viết hình nêm đã được phát triển trong thời kỳ Uruk trước đó được tiếp tục hoàn thiện. Mặc dù vẫn chưa được xác định chắc chắn nhưng ngôn ngữ ghi trên các phiến đất sét này được cho là tiếng Sumer. Các văn bản đề cập đến các vấn đề quản lí hành chính như phân phối thực phẩm hoặc danh sách đồ vật hay động vật. Các khu định cư trong thời kỳ này có tính tổ chức cao, tập trung quanh một ngôi đền trung tâm quản lí tất cả các khía cạnh của xã hội. Nền kinh tế tập trung vào sản xuất nông nghiệp địa phương và chăn thả cừu, dê. Tính đồng nhất của thời kỳ Jemdet Nasr trên một khu vực rộng lớn ở miền nam Lưỡng Hà cho thấy sự tiếp xúc và giao thương sâu sắc giữa các khu định cư. Điều này được củng cố bằng việc tìm thấy một con dấu tại Jemdet Nasr liệt kê một số thành phố có thể được chứng thực, bao gồm Ur, Uruk và Larsa.

### Sơ kỳ triều đại

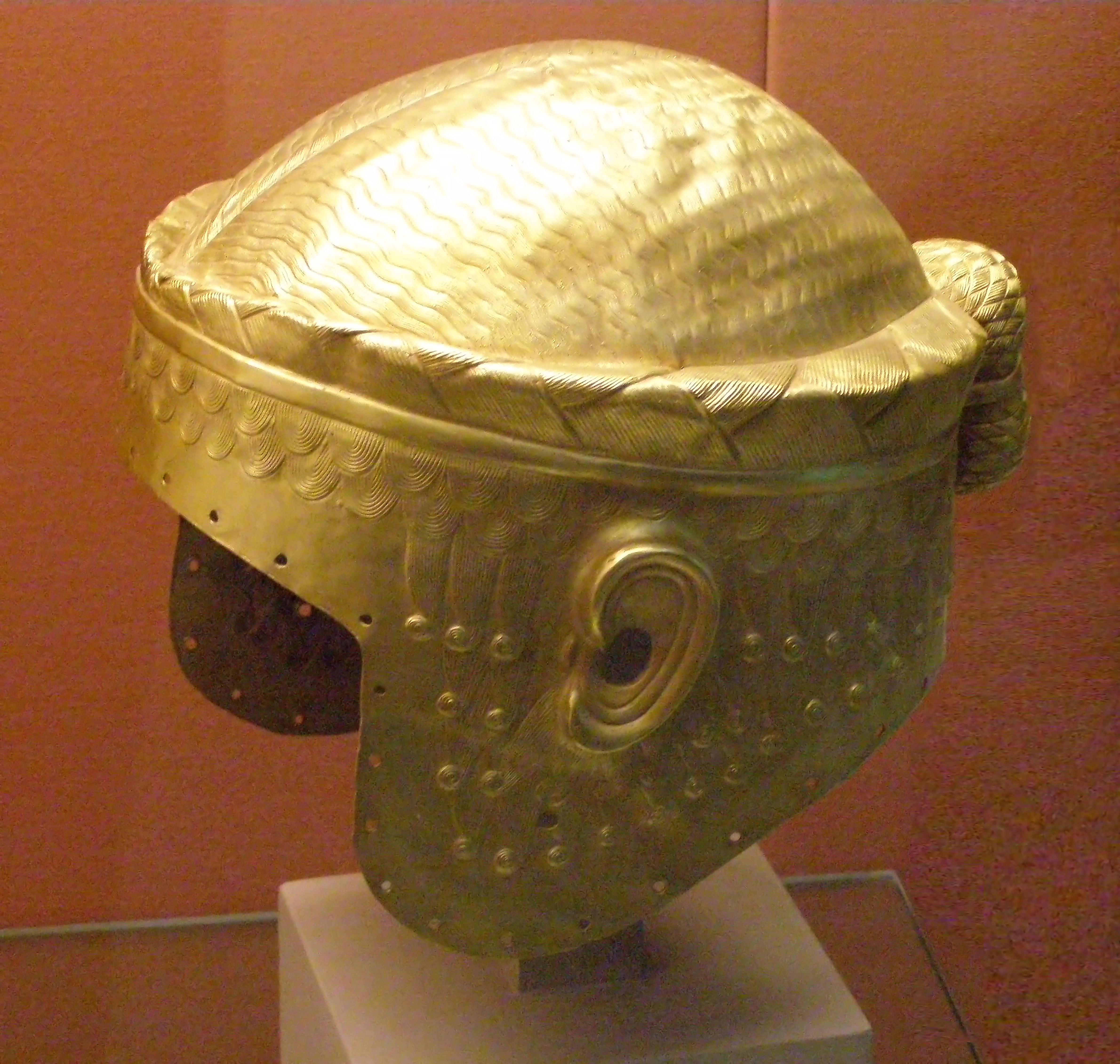
Mũ trụ vàng của Meskalamdug, có thể là người sáng lập Triều đại đầu tiên của Ur, thế kỷ 26 TCN.

Toàn bộ thời Sơ kỳ triều đại thường được xác định niên đại từ 2900 đến 2350 TCN theo Niên đại Trung, hoặc 2800-2230 TCN theo Niên đại Ngắn. Vào giữa thiên niên kỷ thứ 4 TCN, người Sumer đã sinh sống lâu dài ở Lưỡng Hà mặc dù vẫn có nhiều tranh cãi về thời gian khởi điểm. Rất khó để xác định người Sumer đến từ đâu vì ngôn ngữ Sumer là ngôn ngữ biệt lập, không liên quan đến bất kỳ ngôn ngữ nào được biết đến. Thần thoại của họ có nhiều chi tiết liên quan đến khu vực Lưỡng Hà nhưng rất ít manh mối về xuất xứ của họ, có thể cho thấy họ đã ở đó trong một thời gian dài. Ngôn ngữ Sumer có thể được xác định từ văn tự tượng hình thời đầu xuất hiện từ nửa cuối thiên niên kỷ thứ 4 TCN.
Vào thiên niên kỷ thứ 3 TCN, các trung tâm đô thị đã phát triển thành các xã hội ngày một phức tạp. Thủy lợi và các phương tiện khai thác nguồn thực phẩm khác đã được sử dụng để tạo ra lượng tích lũy thặng dư lớn. Các dự án xây dựng khổng lồ được thực hiện, và tổ chức hành chính ngày càng tinh vi hơn bao giờ hết. Trong suốt thiên niên kỷ này, các thành bang khác nhau Kish, Uruk, Ur và Lagash tranh giành quyền lực và giành quyền bá chủ ở các thời điểm khác nhau. Nippur và Girsu là những trung tâm tôn giáo quan trọng, cũng như Eridu vào thời điểm này. Đây cũng là thời đại của Gilgamesh, một vị vua nửa lịch sử nửa thần thoại của Uruk và là nhân vật trung tâm của Sử thi Gilgamesh nổi tiếng. Đến năm 2600 TCN, văn tự tượng hình đã phát triển thành hệ thống văn tự kí âm hình nêm.
Trình tự thời gian của thời đại này không được xác định chắc chắn do những khó khăn trong việc đọc hiểu các văn bản và hiểu biết không đầy đủ về văn hóa vật chất của thời kỳ đầu triều đại và các khu vực khảo cổ ở Iraq nhìn chung chưa được xác định niên đại phóng xạ carbon. Ngoài ra, số lượng lớn các thành bang dễ dẫn đến nhầm lẫn, vì mỗi quốc gia có lịch sử riêng của mình. Danh sách vua Sumer là một ghi chép lịch sử chính trị ở thời kỳ này. Nó bắt đầu với các nhân vật thần thoại có triều đại dài phi lí, nhưng những người cai trị sau đó đã được xác thực với bằng chứng khảo cổ học. Người đầu tiên trong số này là Enmebaragesi của Kish, k. 2600 TCN, theo danh sách vua là người đã thu phục tộc láng giềng Elam. Tuy nhiên, một điều phức tạp của danh sách vua Sumer là mặc dù các triều đại được liệt kê theo thứ tự tuần tự, một số nhà vua thực sự cai trị cùng một lúc trên các khu vực khác nhau. 

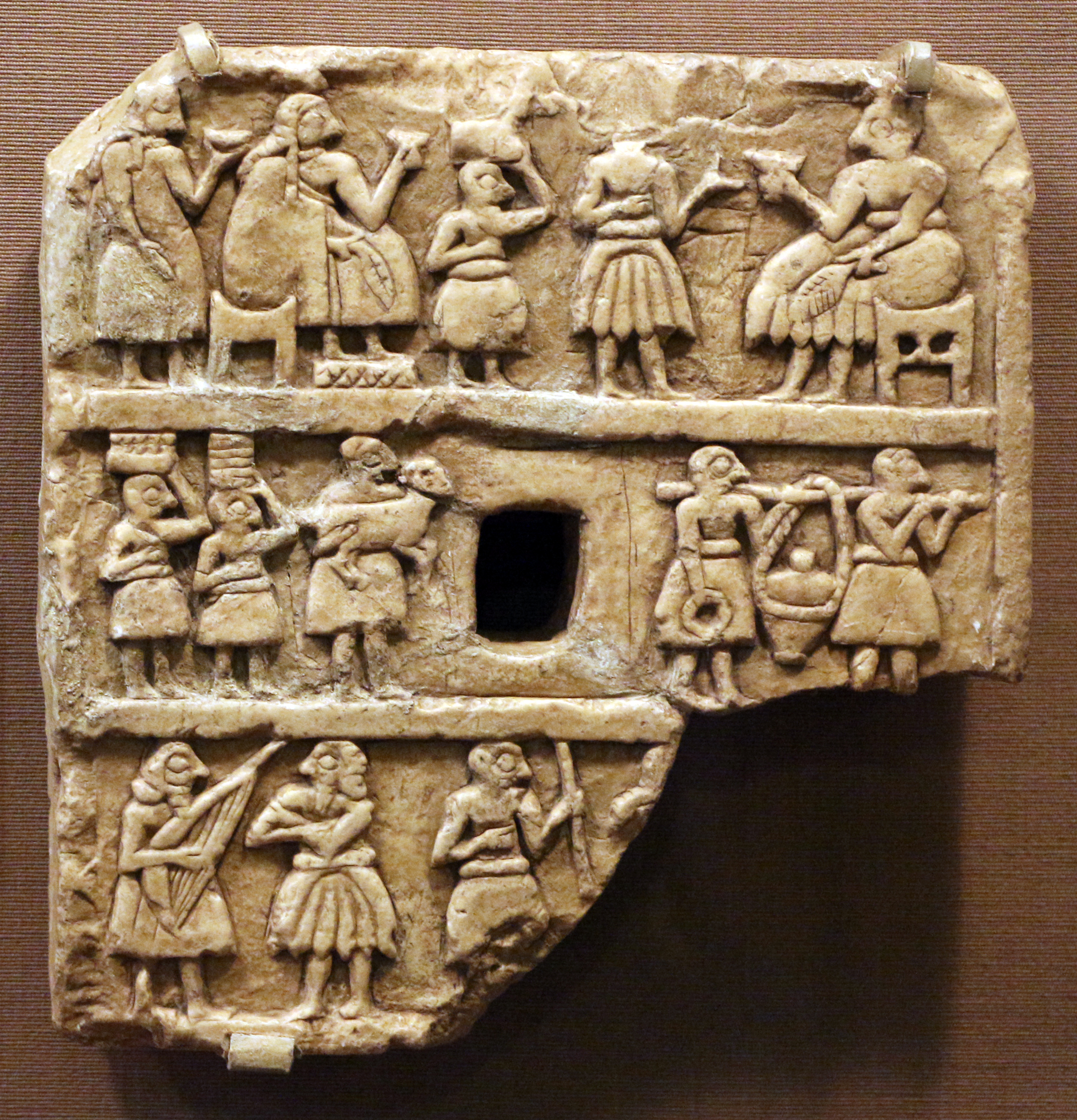
Cảnh yến tiệc, Khafajah, k. 2650-2550 TCN.

Enshakushanna của Uruk đã chinh phục tất cả Sumer, Akkad và Hamazi, tiếp theo là Eannatum của Lagash, cũng là người đã chinh phục toàn bộ Sumer. Ông nổi tiếng với sự tàn bạo và khủng bố, và ngay sau khi ông chết, các thành bang đã nổi loạn và đế chế sụp đổ. Một thời gian sau, Lugal-Anne-Mundu của Adab đã tạo dựng đế chế đầu tiên, tuy tồn tại trong thời gian ngắn, kéo dài về phía tây Lưỡng Hà, ít nhất là theo các tư liệu lịch sử có sau đó nhiều thế kỷ. Người Sumer bản địa cuối cùng cai trị hầu hết Sumer trước Sargon của Akkad là Lugal-Zage-Si.
Trong thiên niên kỷ thứ 3 TCN, đã có sự cộng sinh văn hóa rất mật thiết giữa người Sumer và người Akkad bao gồm việc sử dụng phổ biến song ngữ. Ảnh hưởng của tiếng Sumer đối với tiếng Akkad (và ngược lại) thể hiện rõ trong tất cả các lĩnh vực, từ việc vay mượn từ vựng trên quy mô lớn, cho đến hội tụ cú pháp, hình thái và âm vị học. Điều này đã khiến các học giả nhắc đến tiếng Sumer và tiếng Akkad trong thiên niên kỷ thứ 3 như là một cặp liên mình ngôn ngữ (spachbund).
Tiếng Akkad dần thay thế tiếng Sumer thành ngôn ngữ nói của Lưỡng Hà vào khoảng giữa thiên niên kỷ thứ 3 và thứ 2 TCN (thời điểm chính xác vẫn đang được tranh luận), nhưng tiếng Sumer tiếp tục được sử dụng như một thứ ngôn ngữ linh thiêng cho nghi lễ, văn chương và khoa học ở Lưỡng Hà cho đến thế kỷ 1 CN.

### Đế chế Akkad

Bản đồ của Đế chế Akkad (màu nâu) và các hướng tiến hành các chiến dịch quân sự (mũi tên màu vàng)

Bản đồ Ur III (màu nâu) và phạm vi ảnh hưởng của nó (màu đỏ)

Thời kỳ Akkad thường được xác định niên đại từ năm 2350-2170 TCN theo Niên đại trung, hay 2230-2050 TCN theo Niên đại ngắn. Khoảng năm 2334 TCN, Sargon trở thành vua của người Akkad ở miền bắc Lưỡng Hà. Ông đã tiến hành chinh phục một khu vực trải dài từ Vịnh Ba Tư cho đến Syria ngày nay. Người Akkad là một tộc người Semit và ngôn ngữ Akkad được sử dụng rộng rãi như ngôn ngữ chung trong thời kỳ này, nhưng tiếng Sumer vẫn được sử dụng như ngôn ngữ viết. Người Akkad đã phát triển và nâng cấp hệ thống tưới tiêu của người Sumer, kết hợp các đập lớn và đập dẫn dòng để tạo thành cho các hồ chứa và kênh đào sử dụng cho vận chuyển khoảng cách lớn. Triều đại tiếp tục cho đến khoảng năm 2154 TCN, và đạt đến đỉnh cao dưới thời Naram-Sin, người bắt đầu truyền thống các vị vua tự đồng hóa với thần thánh.
Đế chế Akkad mất dần quyền lực sau triều đại Naram-Sin, và cuối cùng bị người Guti từ dãy Zagros xâm chiếm. Trong nửa thế kỷ, người Guti kiểm soát Lưỡng Hà, đặc biệt là miền nam, nhưng họ để lại rất ít dấu tích văn tự, vì vậy hiểu biết về họ không nhiều. Khi người Guti dần để mất miền nam Lưỡng Hà, triều đại thứ hai của Lagash nổi lên. Nhà vua nổi tiếng nhất của nó là Gudea, đã để lại nhiều bức tượng tạc hình ông trong các ngôi đền trên khắp Sumer.

### Thời kỳ Ur III
Cuối cùng, Guti bị lật đổ bởi Utu-hengal của Uruk, và các thành bang khác nhau lại tranh giành quyền lực. Thành bang Ur cuối cùng đã thống nhất khu vực Sumer khi Ur-Nammu thành lập Đế chế Ur III (2112-2004 TCN). Dưới thời con trai ông là Shulgi, quyền lực tập trung của nhà nước đạt tới đỉnh cao. Shulgi có thể là người ban hành Bộ luật Ur-Nammu, một trong những bộ luật cổ nhất được biết đến (ba thế kỷ trước Bộ luật Hammurabi nổi tiếng hơn sau này). Khoảng năm 2000 TCN, sức mạnh của Ur suy yếu dần và bị người Amorite thôn tính phần lớn diện tích. Đối thủ lâu đời của Sumer ở phía đông, người Elam, cuối cùng đã lật đổ Ur. Ở phía bắc, Assyria vẫn không bị Amorite kiểm soát cho đến tận cuối thế kỷ 19 TCN. Điều này đánh dấu sự kết thúc của các đế chế bao gồm các thành bang ở Lưỡng Hà và chấm dứt sự thống trị của người Sumer, nhưng các nhà cai trị sau đó đã tiếp nhận và kế thừa phần lớn nền văn minh Sumer.

## Thiên niên kỷ thứ hai TCN

### Thời kỳ Cổ Assyria
Rất ít điều được biết về lịch sử thời kì đầu của vương quốc Assyria. Danh sách vua Assyria đề cập đến những người cai trị từ thế kỷ 23 và 22 TCN trở lại. Vị vua đầu tiên tên là Tudiya, người cùng thời với Ibrium of Ebla, dường như đã sống vào giữa thế kỷ 23 TCN, theo danh sách vua. Tudiya đã ký kết một hiệp ước với Ibrium về việc sử dụng một địa điểm giao dịch thương mại tại Levant do Ebla kiểm soát. Ngoài chi tiết này thì không có gì khác được phát hiện thêm về Tudiya. Ông đã kế vị bởi Adamu và sau đó là mười ba người cai trị chưa rõ. Những vị vua đầu tiên từ thế kỷ 23 đến cuối thế kỷ 21 TCN, được ghi chép như những vị vua sống trong lều trại có khả năng là những người cai trị bán du mục, độc lập trên danh nghĩa nhưng thần phục Đế chế Akkad, bá chủ của khu vực và tại một số thời điểm trong thời kỳ này đã trở nên đô thị hóa hoàn toàn và thành lập thành bang Ashur. Có một vị vua tên là Ushpia (k. 2030 TCN) được cho là đã xây dựng các ngôi đền thờ vị thần của thành phố Ashur. Vào khoảng năm 1975 TCN, Puzur-Ashur I thành lập một triều đại mới, và những người kế tục như Shalim-ahum, Ilushuma (1945-1906 TCN), Erishum I (1905-1867 TCN), Ikunum (1867-1860 TCN), Sargon I, Naram-Sin và Puzur-Ashur II đều để lại những dòng chữ khắc nhắc đến việc xây dựng các ngôi đền thờ phụng Ashur, Adad và Ishtar ở Assyria.

### Isin-Larsa, Cổ Babylon và Shamshi-Adad I

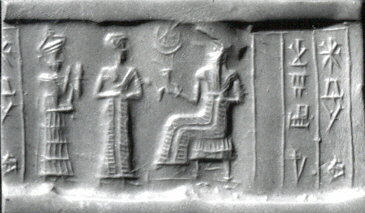
Con dấu hình trụ và bản ấn. Cảnh đệ trình, k. 2000 - 1750 TCN Isin-Larsa

Hai thế kỷ tiếp theo, được gọi là thời Isin-Larsa, đã chứng kiến miền nam Lưỡng Hà bị chi phối bởi cuộc cạnh tranh giành quyền thống trị của hai thành bang của người Amorite là Isin và Larsa. Ilushuma của Assyria (1945 -1906 TCN) trở thành một vị vua quyền lực, đã xâm chiếm các thành bang phía nam và thành lập các thuộc địa ở Tiểu Á. Điều này đã trở thành một kiểu mẫu lặp lại trong suốt lịch sử của Lưỡng Hà cổ đại với sự cạnh tranh trong tương lai giữa Assyria và Babylonia. Eshnunna và Mari, hai thành bang Amorite, cũng trở thành các thế lực hùng mạnh ở phía bắc.
Cổ Babylon là một quốc gia độc lập được thành lập bởi một thủ lĩnh Amorite là Sumuabum vào năm 1894 TCN. Trong hơn một thế kỷ sau khi ra đời, nó là một quốc gia nhỏ và tương đối yếu, bị lu mờ bởi các quốc gia lâu đời và hùng mạnh hơn như Isin, Larsa, Assyria và Elam. Tuy nhiên, Hammurabi (1792 - 1750 TCN) của Babylon đã biến nước này thành một cường quốc và cuối cùng đã chinh phục Lưỡng Hà và xung quanh. Ông nổi tiếng với bộ luật và các cuộc chinh phạt của mình, nhưng đồng thời ông cũng nổi tiếng nhờ số lượng lớn tư liệu lịch sử tồn tại từ thời kỳ trị vì của ông. Sau cái chết của Hammurabi, triều đại Babylon đầu tiên kéo dài thêm một thế kỷ rưỡi nữa, nhưng đế chế của ông nhanh chóng tan rã, và Babylon một lần nữa trở thành một thành bang nhỏ. Triều đại của người Amorite kết thúc vào năm 1595 TCN, khi Babylonia rơi vào tay vua Hittite Mursilis, sau đó người Kassites lên nắm quyền thống trị.
Không giống như phía nam Lưỡng Hà, các vị vua bản xứ Akkad của Assyria đã đẩy lùi những cuộc tấn công của người Amorite trong thế kỷ 20 và 19 TCN. Tuy nhiên, điều này đã thay đổi vào năm 1813 TCN khi một vị vua Amorite tên là Shamshi-Adad I chiếm được ngai vàng của Assyria. Mặc dù tuyên bố là hậu duệ từ vị vua Assyria bản địa Ushpia, ông được coi là một kẻ soán ngôi. Shamshi-Adad I đã lập nên một đế chế khu vực ở Assyria, duy trì và mở rộng các thuộc địa được thành lập ở Tiểu Á và Syria. Con trai của ông là Ishme-Dagan I đã tiếp tục quá trình này, tuy nhiên những người kế vị của ông cuối cùng bị chinh phục bởi Hammurabi. Ba vị vua Amorlaite tiếp sau Ishme-Dagan trở thành chư hầu của Hammurabi, nhưng sau khi ông qua đời, một phó tướng người Akkad bản địa là Puzur-Sin đã lật đổ chính quyền Amorite của Babylon và bắt đầu một thời kỳ nội chiến với nhiều người tranh đoạt ngai vàng, kết thúc bằng việc lên ngôi của vua Adasi khoảng năm 1720 TCN.

### Thời kỳ trung đại và đế chế Assyria
Thời kỳ Assyria giữa bắt đầu từ khoảng năm 1720 TCN với sự đánh đuổi người Amorite và người Babylon ra khỏi Assyria bởi vua Adasi. Quốc gia này tương đối mạnh và ổn định, hòa hảo với những người cai trị Kassite ở Babylonia, và thoát khỏi mối đe dọa từ người Hitti, Hurri, Guti, Elam và Mitanni. Tuy nhiên, có một thời kỳ thống trị của người Mitanni từ giữa thế kỷ 15 đến đầu thế kỷ 14 TCN. Thời kì này chấm dứt bởi Eriba-Adad I (1392-1366 TCN), và người kế vị ông Ashur-uballit I đã lật đổ hoàn toàn Đế quốc Mitanni và thành lập một Đế chế Assyria hùng mạnh thống trị Lưỡng Hà và phần lớn vùng Cận Đông cổ đại (bao gồm cả Babylonia, Tiểu Á, Iran, Levant và một số vùng của Kavkaz và Ả Rập), với các chiến dịch quân sự từ biển Địa Trung Hải cho đến Caspian và từ Kavkaz đến Ả Rập. Đế chế tồn tại tới năm 1076 TCN với cái chết của Tiglath-Pileser I. Trong thời kỳ này, Assyria trở thành một cường quốc, lật đổ Đế quốc Mitanni, sáp nhập các vùng đất Hitti, Hurri và Amorite, cướp phá và thống trị Babylon, Canaan/Phoenicia và trở thành đối trọng của Ai Cập.

### Triều đại Kassite của Babylon
Mặc dù người Hitti đã lật đổ Babylon, một tộc người khác, Kassite, lấy nó làm thủ đô (khoảng năm 1650-1155 TCN (niên đại ngắn)). Đây là triều đại tồn tại lâu nhất ở Babylon, trị vì hơn bốn thế kỷ. Họ chỉ để lại một số ít ghi chép nên không nhiều thứ được biết về khoảng thời gian này. Vẫn chưa rõ về nguồn gốc của người Kassite; những gì thu thập được về ngôn ngữ của họ cho thấy đó là một ngôn ngữ biệt lập. Mặc dù Babylonia vẫn duy trì được độc lập trong thời kỳ này nhưng nó không phải là một cường quốc ở Cận Đông, và chủ yếu đứng ngoài các cuộc chiến tranh lớn ở vùng Levant giữa Ai Cập, Đế chế Hittite và Mitanni, cũng như các dân tộc độc lập khác trong khu vực. Tuy nhiên, họ đã chiến đấu chống lại đối thủ lâu đời của họ ở phía đông là người Elam. Đến cuối thời kì Kassite, Babylonia bị chi phối bởi Assyria và Elam. Cuối cùng người Elam chiếm được Babylon.

### Hurri

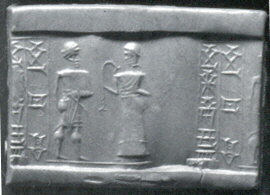
Con dấu hình trụ, k. thế kỷ 15-16 TCN, Mitanni

Hurri là một tộc người định cư ở tây bắc Lưỡng Hà và đông nam Anatolia vào những năm 1600 TCN. Đến năm 1450 TCN, họ đã tạo nên một đế chế cỡ trung do quý tộc Mitanni thống trị, khiến các vị vua ở phía tây thần phục và trở thành một mối đe dọa lớn đối với các Pharaoh ở Ai Cập cho đến khi bị Assyria lật đổ. Ngôn ngữ Hurri có liên quan đến tiếng Urartian sau này, nhưng không có bằng chứng thuyết phục nào cho thấy hai ngôn ngữ này có liên quan đến bất kỳ ngôn ngữ nào khác.

### Hitti
Vào năm 1300 TCN, những người Hurri bị đánh đuổi về quê hương của họ ở Tiểu Á, sau khi bị lật đổ bởi người Assyria và Hitti, và trở thành chư hầu cho người "Hatti", hay người Hitti, một nhóm người Ấn-Âu ở phía Tây (thuộc ngữ hệ "kentum") đã thống trị hầu hết Tiểu Á (Thổ Nhĩ Kỳ hiện đại) tại thời điểm này, từ thủ đô của họ là Hattusa. Người Hitti xung đột với người Assyria từ giữa thế kỷ 14 đến thế kỷ 13 TCN, và mất dần lãnh thổ vào tay các vị vua Assyria thời kỳ này. Tuy nhiên, họ vẫn tồn tại cho đến khi cuối cùng bị người Phrygia chiếm đóng và đánh đuổi khỏi Tiểu Á. Người Hitti bị phân tán thành các thành bang Tân Hitti nhỏ, tồn tại trong khu vực trong nhiều thế kỷ sau.

### Thời đại đồ đồng sụp đổ
Các ghi chép từ thế kỷ 12 và 11 TCN rất thưa thớt ở Babylonia, nơi đã được định cư bởi những tộc người Semitic mới, cụ thể là người Aramea, Chaldea và Sutu. Tuy nhiên, Assyria vẫn là một quốc gia hùng mạnh với nhiều nguồn văn bản khảo cổ còn sót lại. Tình hình ở Babylonia thậm chí còn trở nên tệ hơn vào thế kỷ thứ 10 TCN, chỉ tìm được một số ít chữ khắc trên các bia đá. Lưỡng Hà không phải trường hợp duy nhất trong thời kì đen tối này: Đế chế Hittite sớm sụp đổ và rất ít ghi chép còn lại từ Ai Cập và Elam. Đây là thời kì của các cuộc xâm lăng và di cư của nhiều dân tộc mới trên khắp các vùng Cận Đông, Bắc Phi, Kavkaz, Địa Trung Hải và Balkan.

## Thiên niên kỷ thứ nhất TCN

### Đế quốc Tân Assyrian

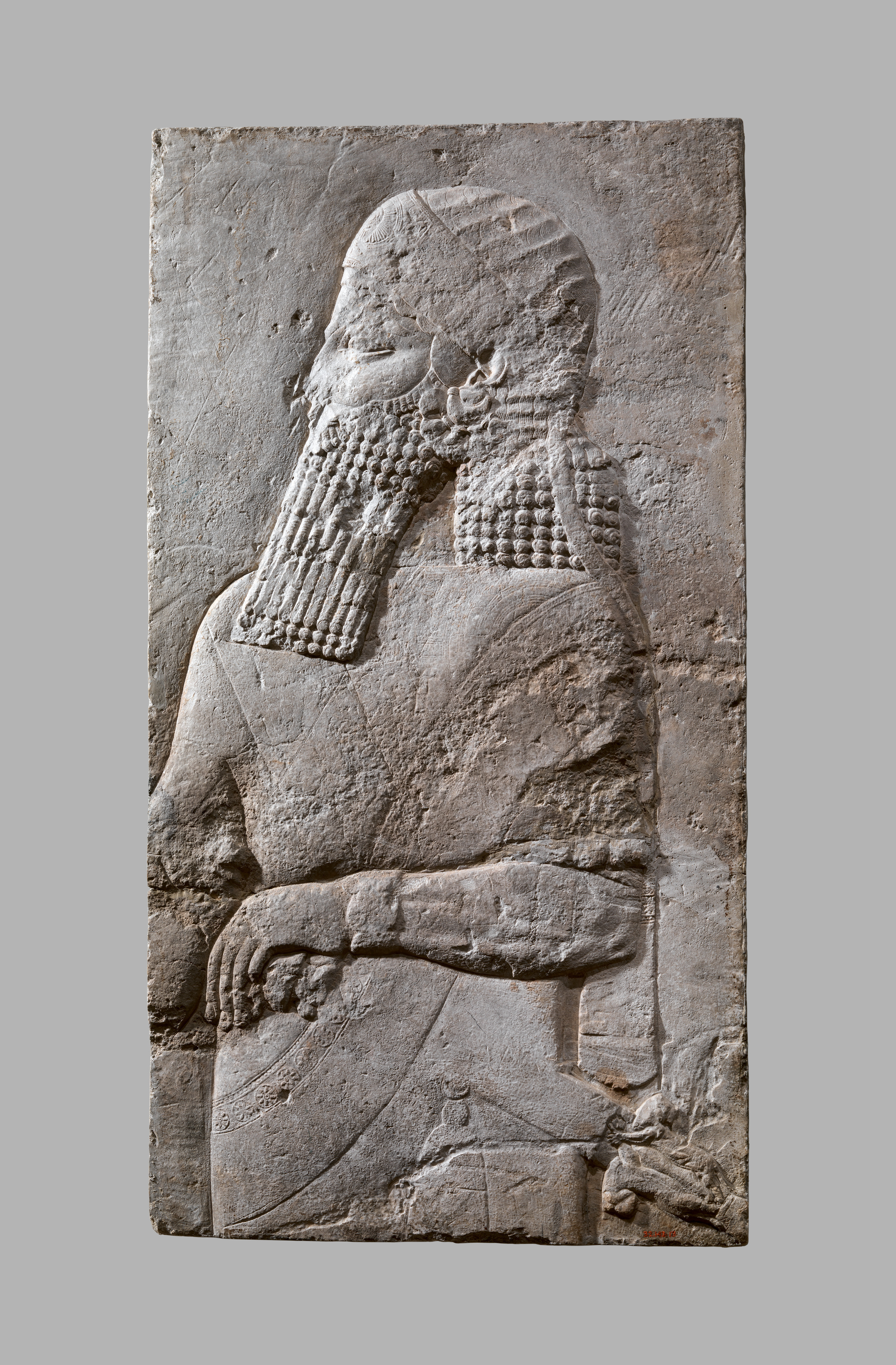
Thái tử Assyria, k. 704-681 TCN. Niveneh, Lưỡng Hà. Bảo tàng nghệ thuật Metropolitan.

Đế quốc Tân Assyrian thường được cho là khởi đầu với việc lên ngôi của Adad-nirari II, vào năm 911 TCN, kéo dài cho đến khi Nineveh sụp đổ trong tay người Babylon, Media, Scythia và Cimmeria vào năm 612 TCN. Đấy là đế chế là lớn nhất và hùng mạnh nhất từng tồn tại cho đến thời điểm bấy giờ. Ở thời đỉnh cao, Assyria chinh phục triều đại thứ 25 của Ai Cập (và trục xuất hoàng gia Nubia/Kushite) cũng như Babylon, Chaldea, Elam, Media, Ba Tư, Urartu, Phoenicia, Aram/Syria, Phrygia, các nước Tân-Hitti, Hurri, bắc Arabia, Gutium, Israel, Judah, Moab, Edom, Corduene, Cilicia, Mannea và một số phần của Hy Lạp cổ đại (như Síp), và đánh bại và/hoặc bắt triều cống từ Scythia, Cimmeria, Lydia, Nubia, Ethiopia và những nước khác.

### Đế quốc Tân Babylon
Đế quốc Tân-Babylon hay Đế chế Babylon thứ hai là một thời kỳ lịch sử Lưỡng Hà bắt đầu từ năm 620 TCN và kết thúc vào năm 539 TCN. Trong ba thế kỷ trước đó, Babylonia bị cai trị bởi Assyria, những người láng giềng phía bắc cùng nói tiếng Akkad. Người Assyria cố gắng duy trì lòng trung thành của người Babylon thông qua việc ban phát đặc quyền hay các biện pháp quân sự, nhưng sau cái chết của nhà vua Assyria quyền lực cuối cùng, Ashurbanipal vào năm 627 TCN, Babylonia do thủ lĩnh người Chaldea Nabopolassar lãnh đạo đã nổi dậy vào năm sau đó. Babylon liên minh với vua Cyaxares của người Media, và với sự giúp đỡ của người Scythia và Cimmeria để chiếm thành Nineveh vào năm 612 TCN. Assyria sụp đổ vào năm 605 TCN và quyền lực của đế chế được chuyển giao cho Babylon lần đầu tiên kể từ thời Hammurabi.

### Thời kì Cổ điển đến Cổ đại hậu kì
Sau cái chết của Ashurbanipal vào năm 627 TCN, đế chế Assyria chìm trong một loạt các cuộc nội chiến, tạo điều kiện cho các nước chư hầu vùng dậy giành độc lập. Cyaxares tái tổ chức và hiện đại hóa quân đội Media và liên minh với Vua Nabopolassar của Babylon. Liên quân này cùng với người Scythia đã lật đổ Đế quốc Assyria và hạ thành Nineveh vào năm 612 TCN. Sau chiến thắng cuối cùng tại Carestoish năm 605 TCN, người Media và Babylon thống trị Assyria.
Sau khu Nebuchadnezzar II của Babylon (605-562 TCN) qua đời, Đế quốc Babylon dần dần sụp đổ. Babylon và Media bị người Ba Tư do Cyrus Đại đế lãnh đạo thôn tính vào thế kỷ thứ 6 TCN và sáp nhập vào Đế chế Achaemenes.
Trong hai thế kỷ nằm dưới sự cai trị của triều đại Achaemenid, cả Assyria và Babylonia đều phát triển mạnh mẽ. Vùng Asōristān (Assyria cũ) trở thành nơi cung cấp nguồn nhân lực chính cho quân đội và là trụ cột cho nền kinh tế. Tiếng Aram vẫn là ngôn ngữ chung của đế chế, giống như thời Assyria.
Lưỡng Hà bị Alexander Đại đế chinh phục vào năm 330 TCN, và nằm dưới thời kì đô hộ Hy Lạp hóa trong hai thế kỷ tiếp theo, với Seleucia là thủ đô từ năm 305 TCN. Vào thế kỷ 1 TCN, Lưỡng Hà rơi vào tình trạng hỗn loạn liên tục khi Đế quốc Seleukos bị suy yếu bởi người Parthia và Chiến tranh Mithridates. Đế chế Parthia tồn tại trong 5 thế kỷ, cho đến thế kỷ thứ 3 CN, và được tiếp nối bởi Đế chế Sasan. Sau những cuộc chiến không ngừng giữa người La Mã và người Parthia, rồi đến người Sasan; phần phía tây của Lưỡng Hà rơi vào tay Đế chế La Mã. Kitô giáo cũng như tôn giáo Manda du nhập vào Lưỡng Hà từ thế kỷ thứ 1 đến thế kỷ thứ 3 CN, và phát triển mạnh mẽ, đặc biệt là ở Assyria, trở thành trung tâm của Giáo hội phương Đông Assyria và truyền thống Kitô giáo Syria vẫn phát triển cho đến ngày nay. Một số vương quốc Tân-Assyria ra đời, cụ thể là Adiabene.
Đế chế Sasan và Lưỡng Hà thuộc Đông La Mã cuối cùng bị chinh phục bởi đội quân Rashidun dưới thời Khalid ibn al-Walid trong những năm 630. Sau cuộc xâm lược Ả Rập - Hồi giáo vào giữa thế kỷ thứ 7 CN, Lưỡng Hà bị xâm chiếm bởi người Ả Rập ngoại lai và sau này là các tộc người Thổ. Thành phố Assur vẫn còn có người ở cho đến tận thế kỷ 14, và người Assyria có thể vẫn chiếm đa số ở miền bắc Lưỡng Hà cho đến thời Trung cổ. Người Assyria duy trì Cơ đốc giáo Nghi thức Đông phương trong khi người Manda giữ tôn giáo thuyết ngộ đạo cổ xưa của họ và dùng tiếng Aram Lưỡng Hà như tiếng mẹ đẻ cho đến ngày nay. Việc đặt tên theo truyền thống Lưỡng Hà vẫn còn phổ biến trong những tộc người này.

## Dẫn nguồn
1. ↑  Finkelstein 1962
2. 1 2  Foster & Polinger Foster 2009
3. 1 2  Canard 2011
4. ↑  Wilkinson 2000
5. 1 2  Matthews 2003
6. 1 2  Miquel và đồng nghiệp 2011
7. ↑  Bahrani 1998
8. ↑  Archaeology under fire: Nationalism, politics and heritage in the Eastern Mediterranean and Middle East, 1998, ISBN 978-0-415-19655-0
9. ↑  Scheffler, Thomas; 2003. “ 'Fertile crescent', 'Orient', 'Middle East': the changing mental maps of Southeast Asia,” European Review of History 10/2: 253–272.
10. 1 2 3  van de Mieroop 2007
11. ↑  Brinkman 1977
12. ↑  Gasche và đồng nghiệp 1998
13. ↑  Kuhrt 1997
14. ↑  Potts 1999
15. 1 2  Akkermans & Schwartz 2003
16. ↑  Sagona & Zimansky 2009
17. ↑  Manning và đồng nghiệp 2001
18. ↑  Moore, Hillman & Legge 2000
19. ↑  Schmidt 2003
20. ↑  Banning 2011
21. ↑  Carter, Robert A. and Philip, Graham Beyond the Ubaid: Transformation and Integration in the Late Prehistoric Societies of the Middle East (Studies in Ancient Oriental Civilization, Number 63) Lưu trữ ngày 15 tháng 11 năm 2013 tại Wayback Machine The Oriental Institute of the University of Chicago (2010) ISBN 978-1-885923-66-0 p. 2; "Radiometric data suggest that the whole Southern Mesopotamian Ubaid period, including Ubaid 0 and 5, is of immense duration, spanning nearly three millennia from about 6500 to 3800 B.C."
22. ↑  Adams, Robert MCC. and Wright, Henry T. 1989. 'Concluding Remarks' in Henrickson, Elizabeth and Thuesen, Ingolf (eds.) Upon This Foundation - The ’Ubaid Reconsidered. Copenhagen: Museum Tusculanum Press. pp. 451-456.
23. 1 2  Carter, Robert A. and Philip, Graham. 2010. 'Deconstructing the Ubaid' in Carter, Robert A. and Philip, Graham (eds.) Beyond the Ubaid: Transformation and Integration in the Late Prehistoric Societies of the Middle East. Chicago: The Oriental Institute of the University of Chicago. p. 2.
24. ↑  Susan Pollock; Reinhard Bernbeck (2009). Archaeologies of the Middle East: Critical Perspectives. tr. 190. ISBN 9781405137232.
25. ↑  Peter M. M. G. Akkermans, Glenn M. Schwartz (2003). The Archaeology of Syria: From Complex Hunter-Gatherers to Early Urban Societies (c.16,000-300 BC). tr. 157. ISBN 9780521796668.
26. ↑  Georges Roux (1992). Ancient Iraq. tr. 101. ISBN 9780141938257.
27. ↑  Robert J. Speakman; Hector Neff (2005). Laser Ablation ICP-MS in Archaeological Research. tr. 128. ISBN 9780826332547.
28. ↑  Crawford 2004
29. ↑  Pollock 1999
30. 1 2  Matthews 2002
31. ↑  Woods 2010
32. 1 2  Pruß, Alexander (2004), "Remarks on the Chronological Periods", in Lebeau, Marc; Sauvage, Martin (eds.), Atlas of Preclassical Upper Mesopotamia, Subartu, 13, pp. 7–21, ISBN 2503991203
33. ↑  Woolley 1965
34. ↑  Deutscher 2007
35. ↑  Woods 2006
36. ↑  “Bản sao đã lưu trữ”. Bản gốc lưu trữ ngày 3 tháng 5 năm 2019. Truy cập ngày 12 tháng 4 năm 2020.
37. ↑  Saggs, The Might, 24.

## Sách tham khảo
- Akkermans, Peter M.M.G.; Schwartz, Glenn M. (2003). The Archaeology of Syria. From Complex Hunter-Gatherers to Early Urban Societies (ca. 16,000–300 BC). Cambridge: Cambridge University Press. ISBN 0-521-79666-0.
- Bahrani, Z. (1998). “Conjuring Mesopotamia: Imaginative Geography a World Past”.  Trong Meskell, L. (biên tập). Archaeology under Fire: Nationalism, Politics and Heritage in the Eastern Mediterranean and Middle East. London: Routledge. tr. 159–174. ISBN 978-0-415-19655-0.
- Banning, E.B. (2011). “So Fair a House. Göbekli Tepe and the Identification of Temples in the Pre-Pottery Neolithic of the Near East”. Current Anthropology. 52 (5): 619–660. doi:10.1086/661207.
- Braidwood, Robert J.; Howe, Bruce (1960). Prehistoric Investigations in Iraqi Kurdistan (PDF). Studies in Ancient Oriental Civilization. 31. Chicago: University of Chicago Press. OCLC 395172. Bản gốc (PDF) lưu trữ ngày 7 tháng 10 năm 2012. Truy cập ngày 12 tháng 4 năm 2020.
- Brinkman, J.A. (1977). “Appendix: Mesopotamian Chronology of the Historical Period”.  Trong Oppenheim, A.L. (biên tập). Ancient Mesopotamia: Portrait of a Dead Civilization. Chicago: University of Chicago Press. tr. 335–348. ISBN 0-226-63186-9.
- Canard, M. (2011). “al-ḎJazīra, Ḏjazīrat Aḳūr or Iḳlīm Aḳūr”.  Trong Bearman, P.; Bianquis, Th.; Bosworth, C.E.; van Donzel, E.; Heinrichs, W.P. (biên tập). Encyclopaedia of Islam, Second Edition. Leiden: Brill Online. OCLC 624382576.
- Deutscher, Guy (2007). Syntactic Change in Akkadian: The Evolution of Sentential Complementation. Oxford University Press. ISBN 978-0-19-953222-3.
- Finkelstein, J.J. (1962). “Mesopotamia”. Journal of Near Eastern Studies. 21 (2): 73–92. doi:10.1086/371676. JSTOR 543884.
- Foster, Benjamin R.; Polinger Foster, Karen (2009). Civilizations of Ancient Iraq. Princeton: Princeton University Press. ISBN 978-0-691-13722-3.
- Gasche, H.; Armstrong, J.A.; Cole, S.W.; Gurzadyan, V.G. (1998). Dating the Fall of Babylon: a Reappraisal of Second-Millennium Chronology. Chicago: University of Ghent/Oriental Institute of the University of Chicago. ISBN 1-885923-10-4.
- Hunt, Will (2010). Arbil, Iraq Discovery Could be Earliest Evidence of Humans in the Near East. Heritage Key. Truy cập ngày 4 tháng 8 năm 2010.
- Kozłowski, Stefan Karol (1998). “M'lefaat: Early Neolithic Site in Northern Irak”. Cahiers de l'Euphrate. 8: 179–273. OCLC 468390039.
- Kuhrt, A. (1997). Ancient Near East c. 3000–330 BC. London: Routledge. ISBN 0-415-16763-9.
- Manning, S.W.; Kromer, B.; Kuniholm, P.I.; Newton, M.W. (2001). “Anatolian Tree Rings and a New Chronology for the East Mediterranean Bronze-Iron Ages”. Science. 294 (5551): 2532–2535. doi:10.1126/science.1066112. PMID 11743159.
- Matthews, Roger (2002). Secrets of the Dark Mound: Jemdet Nasr 1926–1928. Iraq Archaeological Reports. 6. Warminster: BSAI. ISBN 0-85668-735-9.
- Matthews, Roger (2003). The Archaeology of Mesopotamia: Theories and Approaches. Approaching the past. Milton Square: Routledge. ISBN 0-415-25317-9.
- Miquel, A.; Brice, W.C.; Sourdel, D.; Aubin, J.; Holt, P.M.; Kelidar, A.; Blanc, H.; MacKenzie, D.N.; Pellat, Ch. (2011). “ʿIrāḳ”.  Trong Bearman, P.; Bianquis, Th.; Bosworth, C.E.; van Donzel, E.; Heinrichs, W.P. (biên tập). Encyclopaedia of Islam, Second Edition. Leiden: Brill Online. OCLC 624382576.
- Mohammadifar, Yaghoub; Motarjem, Abbass (2008). “Settlement Continuity in Kurdistan”. Antiquity. 82 (317). ISSN 0003-598X.
- Moore, A.M.T.; Hillman, G.C.; Legge, A.J. (2000). Village on the Euphrates: From Foraging to Farming at Abu Hureyra. Oxford: Oxford University Press. ISBN 0-19-510807-8.
- Muhesen, Sultan (2002). “The Earliest Paleolithic Occupation in Syria”.  Trong Akazawa, Takeru; Aoki, Kenichi; Bar-Yosef, Ofer (biên tập). Neandertals and Modern Humans in Western Asia. New York: Kluwer. tr. 95–105. doi:10.1007/0-306-47153-1_7. ISBN 0-306-47153-1.
- Pollock, Susan (1999). Ancient Mesopotamia: The Eden That Never Was. Case Studies in Early Societies. Cambridge: Cambridge University Press. ISBN 978-0-521-57568-3.
- Potts, D.T. (1999). The Archaeology of Elam. Cambridge: Cambridge University Press. ISBN 0-521-56496-4.
- , ISBN 2503991203 |title= trống hay bị thiếu (trợ giúp)
- Sagona, A.; Zimansky, P. (2009). Ancient Turkey. London: Routledge. ISBN 978-0-415-28916-0.
- Schmid, P.; Rentzel, Ph.; Renault-Miskovsky, J.; Muhesen, Sultan; Morel, Ph.; Le Tensorer, Jean Marie; Jagher, R. (1997). “Découvertes de Restes Humains dans les Niveaux Acheuléens de Nadaouiyeh Aïn Askar (El Kowm, Syrie Centrale)”. Paléorient. 23 (1): 87–93. doi:10.3406/paleo.1997.4646.
- Schmidt, Klaus (2003). “The 2003 Campaign at Göbekli Tepe (Southeastern Turkey)” (PDF). Neo-Lithics. 2/03: 3–8. ISSN 1434-6990. Truy cập ngày 21 tháng 10 năm 2011.
- Solecki, Ralph S. (1997). “Shanidar Cave”.  Trong Meyers, Eric M. (biên tập). The Oxford Encyclopedia of Archaeology in the Ancient Near East. 5. New York: Oxford University Press. tr. 15–16. ISBN 0-19-506512-3.
- van de Mieroop, M. (2007). A History of the Ancient Near East, ca. 3000–323 BC. Malden: Blackwell. ISBN 978-0-631-22552-2.
- Wilkinson, Tony J. (2000). “Regional Approaches to Mesopotamian Archaeology: the Contribution of Archaeological Surveys”. Journal of Archaeological Research. 8 (3): 219–267. doi:10.1023/A:1009487620969. ISSN 1573-7756.
- Woods, Christopher (2006). “Bilingualism, Scribal Learning, and the Death of Sumerian” (PDF).  Trong Sanders, S.L. (biên tập). Margins of Writing, Origins of Culture. Chicago: University of Chicago Press. tr. 91–120. Bản gốc (PDF) lưu trữ ngày 29 tháng 4 năm 2013. Truy cập ngày 12 tháng 4 năm 2020.
- Woods, Christopher (2010). “The Earliest Mesopotamian Writing” (PDF).  Trong Woods, Christopher (biên tập). Visible Language: Inventions of Writing in the Ancient Middle East and Beyond. Oriental Institute Museum Publications. 32. Chicago: University of Chicago. tr. 33–50. ISBN 978-1-885923-76-9. Bản gốc (PDF) lưu trữ ngày 26 tháng 8 năm 2021. Truy cập ngày 12 tháng 4 năm 2020.
- Woolley, C.L. (1965). The Sumerians. New York: W.W. Norton.